# John Gritenas
John Gritenas; właściwie Jonas Gritėnas (ur. 1884, zm. 1928) – amerykański duchowny starokatolicki pochodzenia litewskiego, biskup Litewskiego Narodowego Kościoła Katolickiego (LNCC) w Stanach Zjednoczonych Ameryki.

## Życiorys
Urodził się w Wilnie, w Imperium Rosyjskim. W 1910 wyjechał do USA, gdze ukończył seminarium duchowne Polskiego Narodowego Kościoła Katolickiego i w 1914 roku przyjął święcenia kapłańskie z rąk bp Franciszka Hodura. Pracował w różnych parafiach PNKK w Pensylwanii, pełniąc jednocześnie funkcję prorektora seminarium duchownego Kościoła.
W 1920 został mianowany proboszczem parafii Scranton Litewskiego Narodowego Kościoła Katolickiego, gdzie przygotowywał również modlitewniki i inne publikacje teologiczne.
Został konsekrowany na biskupa w Scranton w Pensylwanii w dniu 17 sierpnia 1924 przez biskupa Franciszka Hodura.
Zmarł na błonicę w 1928. Został pochowany na Litewskim Cmentarzu Narodowym w hrabstwie Lackawanna.